# Ertinghausen
Die kleine Ortschaft Ertinghausen liegt westlich der Stadt Hardegsen im südlichen Solling an der „Sollingbahn“, der Kursbuchstrecke 356 zwischen Uslar und Northeim im Landkreis Northeim. Sie ist der kleinste Ortsteil der Stadt Hardegsen und ist von Reit- und Wanderwegen umgeben.

## Topographie

### Lage
Ertinghausen liegt im Südosten des Sollings auf einer Höhe von etwa 260 m ü. NN im Tal des Gretchenbachs, dessen Quellen sich an den umliegenden Bergen befinden. Der Gretchenbach mündet östlich des Ortes in die Kobbeke, einen Zufluss der Espolde. Das Dorf ist überwiegend von bewaldeten Bergen umgeben, lediglich im Nordosten und im geringeren Ausmaß im Westen grenzen zunächst Wiesen und Weiden an das bebaute Gebiet, Angrenzende benannte Berge sind der Bischofsberg im Südosten, der Kirchberg im Süden und der Meinheitsberg im Südwesten des Dorfes.

### Ortsstruktur
Das bebaute Gebiet Ertinghausens liegt unmittelbar südlich der Sollingbahn, nördlich der Bahnlinie befinden sich lediglich der Friedhof und wenige Einzelgebäude. Die Gebäude des Dorfkerns sind unregelmäßig entlang der kurvigen Straße Am Gretchenbach angeordnet. Im Westen des Dorfkerns ist mit den Straßen Oberfeld und Am Papenbusch wurde ein Neubaugebiet mit regelmäßiger Baustruktur angelegt.

## Geschichte
Die erste überlieferte schriftliche Erwähnung des Ortes Ertingehusen stammt aus dem Jahre 1320. Daneben existieren noch Nachweise, die den Ort als Ertigehusen und Hertighusen führen. Diese sogenannten hausen-Orte mit der Endung husen und der Abschleifung sen lassen eine Entstehung des Ortes in die Zeit des 7. bis 9. Jahrhunderts vermuten. Dabei ging der Ortsname wohl auf einen Eigennamen zurück. Der Ort war im Mittelalter eine größere Siedlung mit Pfarrkirche, wurde jedoch am 4. März 1486 im Zuge der zahlreichen Fehden des Spätmittelalters durch Northeimer Truppen zerstört, ein ähnliches Schicksal ereilte die Dörfer Heddenhusen, Ellingerode, Schlerbeck, Lichtenborn und Lesenrode. Ob dabei Ertinghausen vormals 22 Ackerhöfe besaß, wie dies eine Überlieferung feststellte, lässt sich nicht mehr genau rekonstruieren. Seit dem Wiederaufbau, wobei das Dorf seine ehemalige Größe nicht wieder erlangte, gehört das Dorf zur Pfarrei Hardegsen. Wie schwer Ertinghausen von der Fehde betroffen war, bezeugt das Erbenzinsregister des Amtes Hardegsen aus dem Jahr 1534. In diesem wird nur Tile Ertingehusen als einziger Einwohner von Ertinghausen genannt. Die Erbenzinsbeschreibung des Jahres 1593 führt dann jedoch schon sechs Familien an. Nach dem Dreißigjährigen Krieg 1664 werden in einer Akte des Staatsarchivs Hannover nur drei Familien genannt. Die Einwohnerzahl Ertinghausens vor dem Zweiten Weltkrieg betrug 100 bis 110 Personen, welche sich in 20 Häusern und 22 Familien aufgliederten. In der unmittelbaren Nachkriegszeit 1948 und 1949 erhöhte sich die Bevölkerungszahl durch Ostvertriebene und Evakuierte auf den Höchststand von 230 Einwohnern. Knapp 13 Jahre später pendelte sich die Zahl auf 128 Personen ein, die sich auf 26 Häuser verteilten. Die meisten Einwohner waren Waldarbeiter und, bis zur Stilllegung durch Sprengung im September 1945, Bergleute im Kaliwerk Volpriehausen. Daneben existierte noch der Ackerbau und zwei größere Gaststätten. Durch den Zuzug der Bewohner des wüst gewordenen Dorfes Volksfelde, ist anzunehmen, dass die Ertinghäuser Ackerflur einstmals größer gewesen ist, da die ehemaligen Volksfelder ihre Felder in die Ertinghäuser Feldmark miteinbezogen haben. Schon im 18. Jahrhundert existierte in Ertinghausen eine Försterei, die 1870 zusammen mit der Fredelsloher Oberförsterei in der neuen Oberförsterei Hardegsen aufging. Die Bedeutung der Forstwirtschaft wird am Beispiel einer Amtsbeschreibung aus dem Jahre 1755 deutlich, die von wenig schlechter Länderei im Holze berichtet. Aus ihr erhält man auch Erkenntnisse über die Berufstätigkeit der Einwohner Ertinghausens, welche als Böttcher und Rademacher tätig waren. Von letzterer Berufsgruppe berichtet das Blatt, es gäbe im Ort beinahe nur Leute, die in diesem Handwerk tätig wären. Ferner gibt das Blatt darüber Auskunft, dass die Feldmark von Ertingshausen mal größer gewesen war, jedoch viele Ländereien, durch Privilegien, der Stadt Hardegsen zugesprochen wurden.
Durch den Bau der Sollingbahn und des Tunnels unmittelbar westlich des Ortes seit 1873 erhielt das bis dahin eher abgeschieden liegende Ertinghausen eine bessere Verkehrsanbindung, wobei der Ort bis in die 1990er-Jahre einen eigenen Bahn-Haltepunkt hatte.
Am 1. März 1974 wurde Ertinghausen in die Stadt Hardegsen eingegliedert.

## Politik
Ertinghausen hat einen fünfköpfigen Ortsrat, der seit der Kommunalwahl 2021 von vier Mitgliedern der "Bürgerliste Ertinghausen" und von Rudi Hübner (parteilos) besetzt ist. Die Wahlbeteiligung lag bei 78,64 Prozent.

## Besonderheiten und Sehenswürdigkeiten

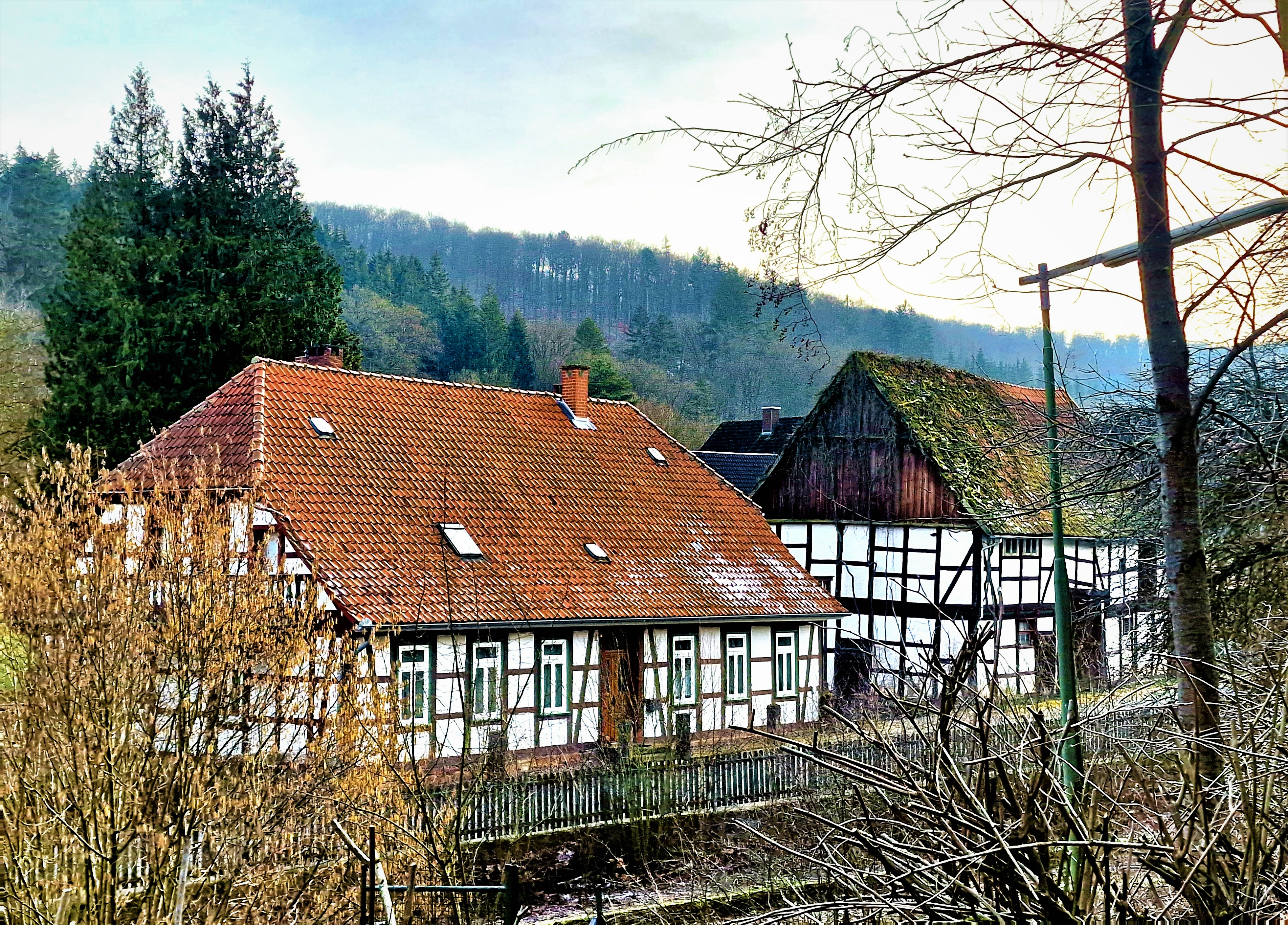
Ehemaliges Forsthaus mit Scheune zu Ertinghausen im Solling

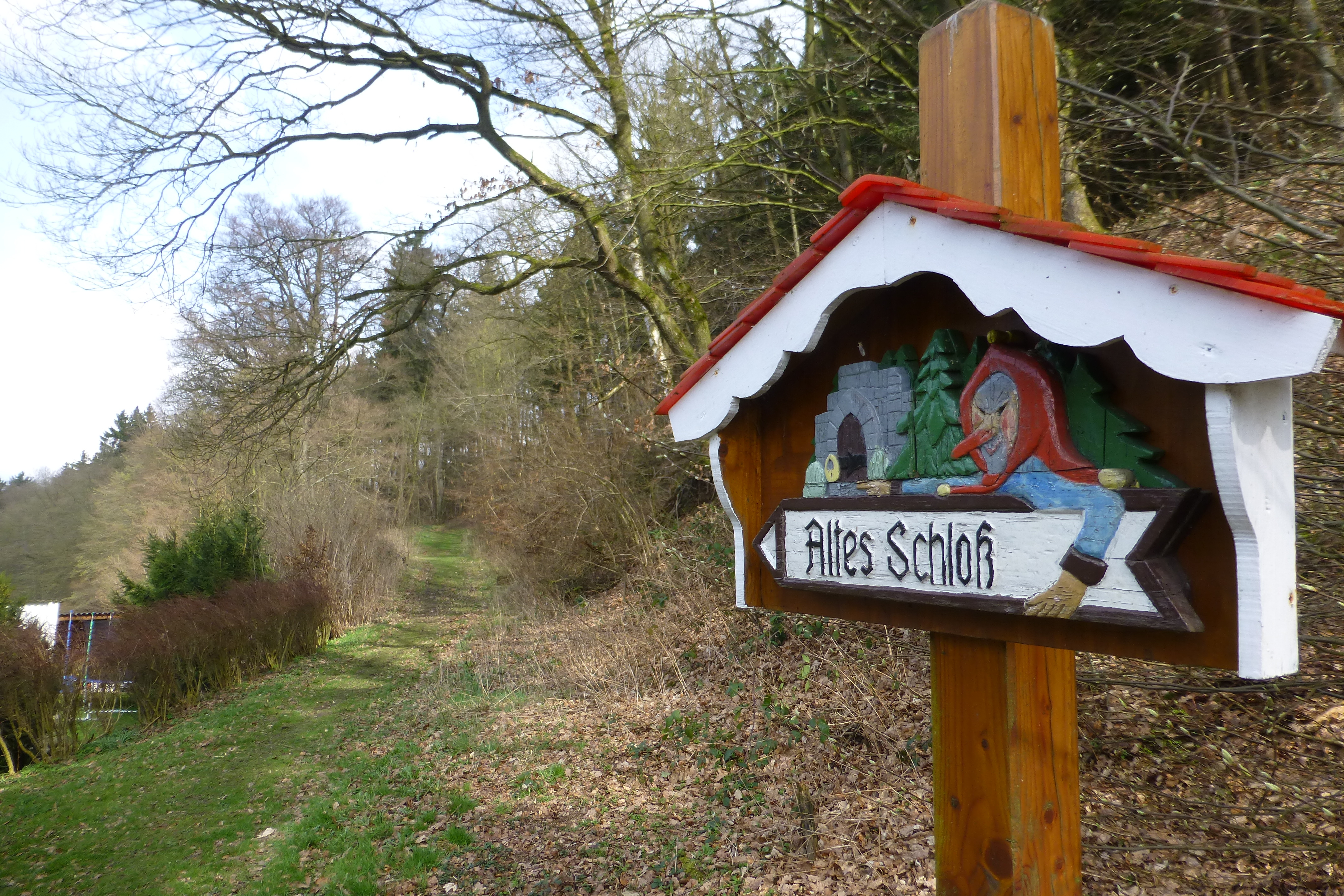
Weg zum Alten Schloss mit Wegweiser

Im Ort ist nur ein geringer Bestand an historisch wertvollen Gebäuden erhalten. Eine Kirche gibt es nicht mehr. Die denkmalgeschützten Bauwerke sind in der Liste der Baudenkmale in Hardegsen aufgeführt.
Gut einen Kilometer nordwestlich von Ertinghausen liegen im Wald die Reste des ehemaligen Kalischachtes Hildasglück, die jedoch nicht zugänglich sind.
Am Hang des Kirchberges nahe am Ort befindet sich das vom Ort aus ausgeschilderte „Alte Schloss“ Ertinghausen. Über die kleine Sehenswürdigkeit gibt es nur wenig Informationen außer der Angabe „Anno 1771“ auf der Beschilderung vor Ort.

## Persönlichkeiten
In Ertinghausen wurden geboren
- der Advocat und Publizist Georg Friedrich König (1781–1848)
- die Schauspielerin Annette Paulmann (* 1964)